# Valci Júnior
Valci Júnior (nacido el 14 de febrero de 1987) es un futbolista brasileño que se desempeña como delantero.
Jugó para clubes como el Gama, TOT, Sisaket, TTM FC, Port, Nakhon Ratchasima, Al-Nahda, Gainare Tottori, Phnom Penh Crown, entre otros .

## Trayectoria

### Clubes
| Club                     | País      | Año         |
| ------------------------ | --------- | ----------- |
| Gama                     | Brasil    | 2007 - 2008 |
| TOT                      | Tailandia | 2009        |
| Sisaket                  | Tailandia | 2010        |
| TTM FC                   | Tailandia | 2010        |
| Port                     | Tailandia | 2011        |
| Nakhon Ratchasima        | Tailandia | 2011        |
| Al-Nahda                 | Omán      | 2012        |
| Pluakdaeng Rayong United | Tailandia | 2013        |
| Krabi FC                 | Tailandia | 2013        |
| Bangkok FC               | Tailandia | 2014        |
| Ayutthaya FC             | Tailandia | 2015        |
| Gainare Tottori          | Japón     | 2016        |
| Udon Thani FC            | Tailandia | 2017        |
| Samut Sakhon FC          | Tailandia | 2018        |
| Phnom Penh Crown         | Camboya   | 2018        |
| Perlis FA                | Malasia   | 2019        |
| Punjab FC                | India     | 2020        |
| Sisaket FC               | Tailandia | 2020        |
| Chainat United           | Tailandia | 2021-2022   |
| Yangon United FC         | Birmania  | 2022        |
| Lopburi City             | Tailandia | 2024        |